# Aqua Tower
L'Aqua Tower è un grattacielo ad uso misto situato nel nuovo quartiere di Lakeshore East a Chicago, nello stato dell’Illinois degli Stati Uniti d'America.
Disegnato dal team di designer di Jeanne Gang, fondatrice dello studio omonimo emergente americano Gang Architects, è considerato l’edificio più alto al mondo su un progetto ideato da un architetto donna.

## Architettura

### Dati tecnici
L’edificio, terminato nel 2009, è alto 262 metri. Si compone di 6 livelli di parcheggio sotterranei e di 82 piani fuori terra, caratterizzati dai bianchi balconi ondulati, differenti ad ogni piano. Al suo interno è collocato un hotel, degli uffici (5100 m²) ed un condominio. I primi otto piani alla base dell’edificio sono destinate ad uso terziario (13000 m²) e comprendono delle terrazze (7669 m²) con giardini, gazebi, piscine, vasche idromassaggio e anche equipaggiamenti sportivi.
| Piani | Unità | Descrizione                           |
| ----- | ----- | ------------------------------------- |
| 1-18  | 215   | camere d'albergo                      |
| 19-52 | 476   | unità in affitto                      |
| 53-80 | 263   | appartamenti condominiali e penthouse |

### Design

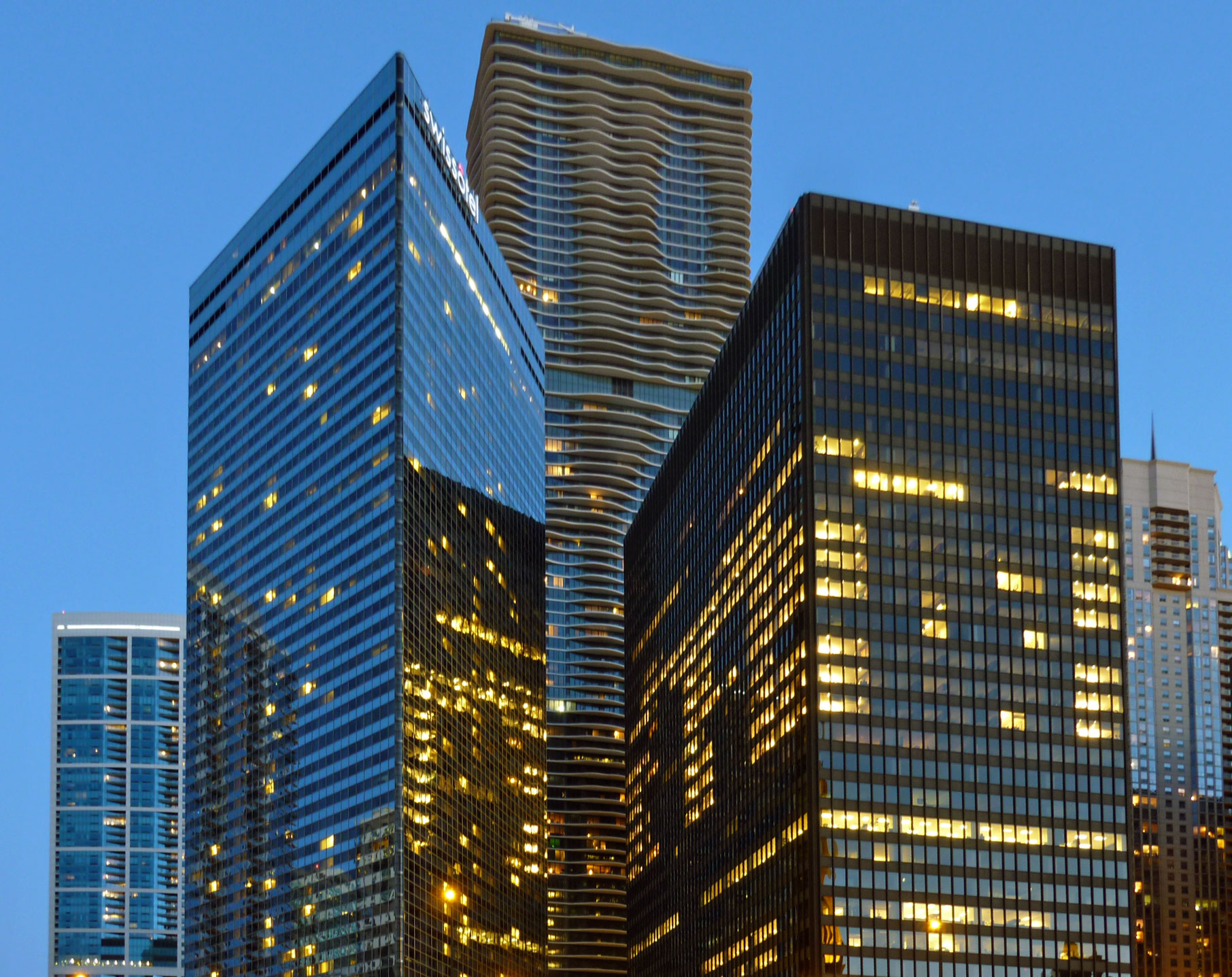

Il grattacielo si distingue dagli edifici vicini per la facciata ondeggiante, che si crea con ampie terrazze curvilinee, rompendo la rigida vetrata rettilinea della torre,. In questo modo si può ottenere una visuale migliore dagli appartamenti. L'architetto Gang ha deciso di estendere una balconata bianca esterna ondulata con una luce massima di 3,7 m, creando così forme irregolari ispirate alla morfologia naturale del terreno della regione autoctona dei Grandi Laghi.

### Progetto
Aqua è il primo edificio a Chicago che combina uffici, appartamenti ed hotel nella stessa costruzione; Carlson Hotels Worldwide annunciò il 12 maggio 2010 l'intenzione di spendere 125 milioni di dollari per aprire il primo Radisson Blu hotel negli Stati Uniti nei 18 piani della torre.
Il nome "Aqua" assegnato dalla compagnia committente, il Magellan Development Group LLC, deriva dallo sviluppo della facciata ondulata e dal tema nautico adottato per le altre costruzioni nel Lakeshore East; anche la prossimità della torre al vicino lago Michigan ha influenzato la scelta del nome.
La sostenibilità è stata un importante fattore nella progettazione del grattacielo. Gang e il suo team hanno studiato il modo migliore per ottenere un'illuminazione interna, estendendo le terrazze per ottimizzare l'esposizione solare e la aerodinamica con il vento. Un altro elemento collegato alla sostenibilità è la presenza di collettori della raccolta delle acque piovane per irrigare il tetto verde in cima all'edificio e per il parco sottostante. La torre, tuttavia, non ha ancora ottenuto il certificato LEED.
Emergono infatti pesanti criticità riguardanti l'aumento della superficie di scambio cui è soggetto l'edificio a causa delle numerosissime alettature di cui è dotato. Questo fatto favorisce lo scambio termico tra l'ambiente indoor e l'esterno, rendendo particolarmente dispendiosa la climatizzazione dell'edificio.